# فرط قبوسة (شبام)
'

تعديل مصدري - تعديل

فرط قبوسة هي إحدى قرى عزلة شبام بمديرية شبام التابعة لمحافظة حضرموت، بلغ تعداد سكانها 181 نسمة حسب تعداد اليمن لعام 2004.